# Ram Hamdan
Ram Hamdan (arab. رام حمدان) – miejscowość w Syrii, w muhafazie Idlib. W 2004 roku liczyła 1774 mieszkańców.